# Nasolování

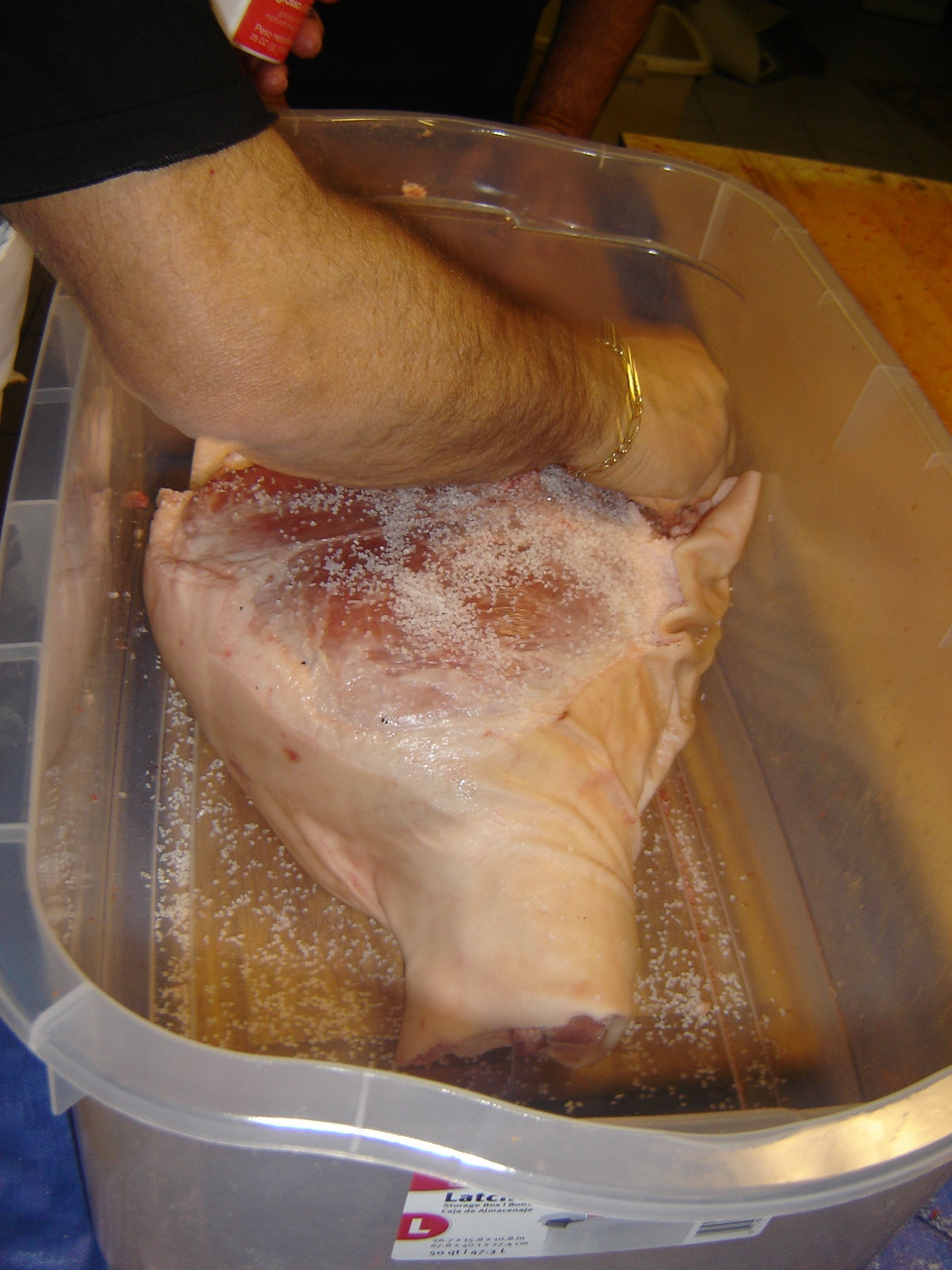
Ošetřování parmské šunky mořskou solí

Nasolování je metoda konzervování potravin, zejména masa a masných výrobků, pomocí solí. Vedle kuchyňské soli se používají například i dusitan sodný nebo dusitan draselný. Kromě soli se často přidává i koření a další látky jako cukr nebo kyselina askorbová. Potravina může být nasolena buď nasucho, nebo ponořením do slaného láku, případně i injektáží láku do masa. Nasolování je vedle uzení nejstarší technika konzervace potravin, známá již ve starověku a zmiňovaná například v římské kuchařce De re coquinaria.
Nasolení je v potravinářském právu EU regulováno a nasolené výrobky musí být odpovídajícím způsobem označeny. Konzervanty jsou označeny E249 (dusitan draselný), E250 (dusitan sodný), E251 (dusičnan sodný), E252 (dusičnan draselný).
Podle údajů německé organizace Verband Kali- und Salzindustrie e.V. je v Evropě nasolením každoročně ošetřeno přibližně 80 až 90 procent veškerého zpracovávaného masa a uzenin.